# Патрік Йоганнесен
Патрік Йоганнесен (фар. Patrik Johannesen, нар. 7 вересня 1995) — фарерський футболіст, півзахисник ісландського клубу «Брейдаблік».
Володар Суперкубка Ісландії.

## Клубна кар'єра
У дорослому футболі дебютував 2012 року виступами за команду «Творойрі», в якій того року взяв участь у 3 матчах чемпіонату. 
Згодом з 2013 по 2017 рік грав у складі команд «Сувурой», «Творойрі», «АБ Аргир» та «Б36 Торсгавн».
Своєю грою за останню команду привернув увагу представників тренерського штабу клубу «Флуре», до складу якого приєднався 2018 року.
Протягом 2019—2022 років захищав кольори клубів «Клаксвік», «Егерсунд» та «Кеплавік».
До складу клубу «Брейдаблік» приєднався 2023 року.

## Виступи за збірні
Протягом 2015–2016 років залучався до складу молодіжної збірної Фарерських островів. На молодіжному рівні зіграв у 5 офіційних матчах.
У 2017 році дебютував в офіційних матчах у складі національної збірної Фарерських островів.
| Дата       | Місто                  | Господарі         | Результат | Гості             | Турнір                               | Голи | Примітки |
| ---------- | ---------------------- | ----------------- | --------- | ----------------- | ------------------------------------ | ---- | -------- |
| 31-8-2017  | Порту                  | Португалія        | 5 – 1     | Фарерські острови | Відбір до ЧС 2018                    | -    | 73'      |
| 7-10-2017  | Торсгавн               | Фарерські острови | 0 – 0     | Латвія            | Відбір до ЧС 2018                    | -    | 77'      |
| 25-3-2018  | Коста-дель-Соль        | Фарерські острови | 3 – 0     | Ліхтенштейн       | товариський матч                     | -    | 46'      |
| 7-6-2019   | Торсгавн               | Фарерські острови | 1 – 4     | Іспанія           | Відбір до ЧЄ 2020                    | -    | 68'      |
| 10-6-2019  | Торсгавн               | Фарерські острови | 0 – 2     | Норвегія          | Відбір до ЧЄ 2020                    | -    | 89'      |
| 18-11-2019 | Стокгольм              | Швеція            | 3 – 0     | Фарерські острови | Відбір до ЧЄ 2020                    | -    | 74'      |
| 3-9-2020   | Торсгавн               | Фарерські острови | 3 – 2     | Мальта            | Ліга націй УЄФА 2020-2021 - 1-й етап | -    | 79'      |
| 6-9-2020   | Андорра-ла-Велья       | Андорра           | 0 – 1     | Фарерські острови | Ліга націй УЄФА 2020-2021 - 1-й етап | -    | 58'      |
| 7-10-2020  | Гернінг                | Данія             | 4 – 0     | Фарерські острови | товариський матч                     | -    |          |
| 10-10-2020 | Торсгавн               | Фарерські острови | 1 – 1     | Латвія            | Ліга націй УЄФА 2020-2021 - 1-й етап | -    | 82'      |
| 28-3-2021  | Відень                 | Австрія           | 3 – 1     | Фарерські острови | Відбір до ЧС 2022                    | -    | 58'      |
| 31-3-2021  | Глазго                 | Шотландія         | 4 – 0     | Фарерські острови | Відбір до ЧС 2022                    | -    | 69'      |
| 26-3-2022  | Гібралтар              | Гібралтар         | 0 – 0     | Фарерські острови | товариський матч                     | -    | 73'      |
| 29-3-2022  | Сан-Педро-дель-Пінатар | Фарерські острови | 1 – 0     | Ліхтенштейн       | товариський матч                     | 1    | 61'      |
| 4-6-2022   | Стамбул                | Туреччина         | 4 – 0     | Фарерські острови | Ліга націй УЄФА 2022-2023 - 1-й етап | -    | 53'      |
| 11-6-2022  | Торсгавн               | Фарерські острови | 2 – 1     | Литва             | Ліга націй УЄФА 2022-2023 - 1-й етап | -    | 83'      |
| 22-9-2022  | Вільнюс                | Литва             | 1 – 1     | Фарерські острови | Ліга націй УЄФА 2022-2023 - 1-й етап | -    | 77'      |
| 25-9-2022  | Торсгавн               | Фарерські острови | 2 – 1     | Туреччина         | Ліга націй УЄФА 2022-2023 - 1-й етап | -    | 90+4'    |
| 16-11-2022 | Оломоуць               | Чехія             | 5 – 0     | Фарерські острови | товариський матч                     | -    | 56'      |
| 19-11-2022 | Приштина               | Косово            | 1 – 1     | Фарерські острови | товариський матч                     | -    | 79'      |
| 24-3-2023  | Кишинів                | Молдова           | 1 – 1     | Фарерські острови | Відбір до ЧЄ 2024                    | -    | 63'      |
| Усього     |                        | Матчів            | 21        |                   | Голів                                | 1    |          |

## Титули і досягнення
- Чемпіон Фарерських островів (1):

«Клаксвік»: 2019
- Володар Суперкубка Фарерських островів (1):

«Клаксвік»: 2020
- Володар Суперкубка Ісландії (1):

«Брейдаблік»: 2023